# 金特·尧赫
金特·约翰内斯·尧赫（德語：Günther Johannes Jauch，德語發音：[ˈɡʏntɐ joˈhanəs ˈjaʊx]；1956年7月13日—）是德国知名电视主持人，电视记者与电视制作人。

## 生平
1956年生于德国北威州明斯特市，他主持的节目有：《谜语之旅》（Rätselflug），《体育直播室》（Aktuelles Sportstudio)，《人》（Menschen），《星电视》（stern tv），《寻找百万富翁》（Millionär gesucht），《谁会是百成富翁？》（Wer wird Millionär?），《IQ大测试》（Der große IQ-Test），RTL电视台《百万富翁》（Die 10-Millionen-Show）。以上这些都是在德国几乎人人皆知的知名电视节目。 
尧赫19岁时曾是拜仁州广播电台的最年轻的体育记者。29岁时转行到电视公司主持了如《谜语之旅》和《阿拉巴马现场》及1986年为德国电视二台ZDF的节目《麻烦》。1988年，他主办了体育直播室节目。到1996年为止，他一直出席ZDF的《人》节目及与托马斯·戈特沙尔克（Thomas Gottschalk)一起主持了80年代的《大型秀》（die Große Show）节目。1989年他签约了科隆的RTL电视公司。从1990年起他主办与主持了《星电视》（stern tv）。尧赫自己同时是科隆I&U信息娱乐电视公司的所有人（出品如《星电视》，《相见埃皮斯！》（Hape trifft!）等）。早期的智力问答节目《谁会是百成富翁？》（Wer wird Millionär?）是一档非常成功的电视节目。2005年，Ipsos市场研究机构「最喜爱的德国人」对2100人的调查问卷结果，尧赫在德国公众中成为顶级名人。